# 牛糞

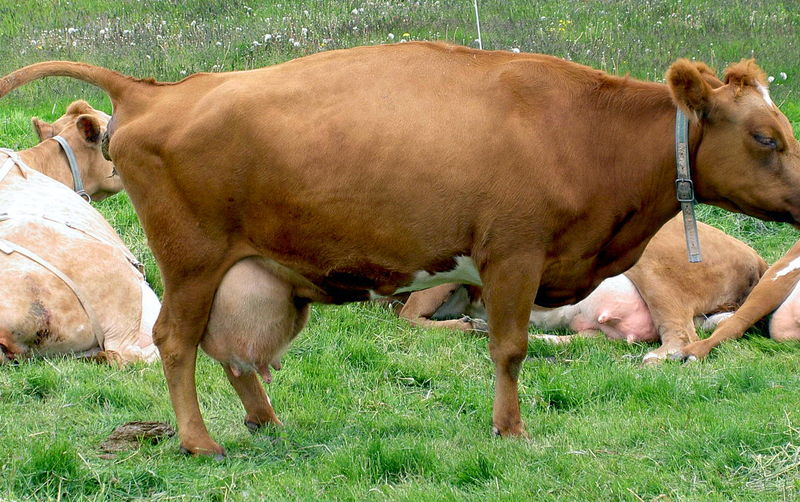
ウシと牛糞

牛糞（ぎゅうふん）は、ウシの糞。廃棄物として処理が問題になる一方で、肥料や燃料、建築材料などとして利用され、宗教行事にも用いられる。
アメリカには排泄されたままの100%自然な状態の牛糞を使った「牛糞投げ」というスポーツが存在しており、牛糞投げの記録はギネス世界記録にも認定されていた。日本国内でもかつて大学の獣医学部界隈における文化として存在していた。

## 排泄量と成分

### 排泄量
ウシの排泄量は、飼料の摂取量や種類、環境や乳量によって異なる事が知られている。日本国内の研究機関で延べ535頭の乳牛を対象にした調査によると、2頭以上の子牛を出産した乾物摂取量22kg/日、乳量34kg/日のウシは糞量が52kg/日、乾乳期で乾物摂取量10kg/日のウシでは糞量が20kg/日となっている。なお、尿の量はそれぞれ15kg/日、12kg/日である。また、肉用牛の場合は糞尿を合わせた排泄量の基準値が、23 - 25kg/日とされる。
なお乳牛の1日あたりの糞量については次の式が報告されており、中性デタージェント繊維の含有量の低い飼料を与える事で、糞量を低減できる可能性が指摘されている。
{\displaystyle X=-8.4753+1.8657\times D+0.4948\times NDF}
X：糞量(kg), D：乾物摂取量(kg), NDF：中性デタージェント繊維含有量(kg)
日本の場合は、2013年の1年間で乳牛と肉用牛からそれぞれ約2,442万トン、2,357万トンの糞尿が発生しており、同国全体の家畜排泄物8,295万トンのうち約58%を占めている。インドでは、ウシやスイギュウから年間5億6,200万トンの糞が排泄されている。

### 成分
牛糞に含まれる水分の比率は肉用牛の場合で80%と高く、乳牛の糞を乾燥させた別の調査でも固形分以外の液体などが85%を占めている。乾物中の約70%は可溶無窒化物と粗繊維などの炭水化物系物質であり、タンパク質や脂肪は少ない。繊維分は飼料中の40 - 50%が糞として排泄されるが、非繊維性の炭水化物は80%以上が消化されており排泄比率は低い。泌乳期の乳牛では飼料に含まれる窒素のうち29 - 50%が糞中に排泄され、1日あたりの同排泄量は133 - 172gとなる。
また、ふすまや米ぬかを飼料として与えた場合は、これらに含まれるリンの含有量が増加する。リンは第一胃内の微生物の重要な栄養源となり消化を助けているが、濃厚飼料の多給などによって体内利用量を超えるリンを摂取すると、そのまま糞尿として排泄される。また亜鉛や銅などの重金属は、ウシが経口摂取しても体内にはほぼ蓄積されず、糞尿中に排出される。

## 自然界における牛糞

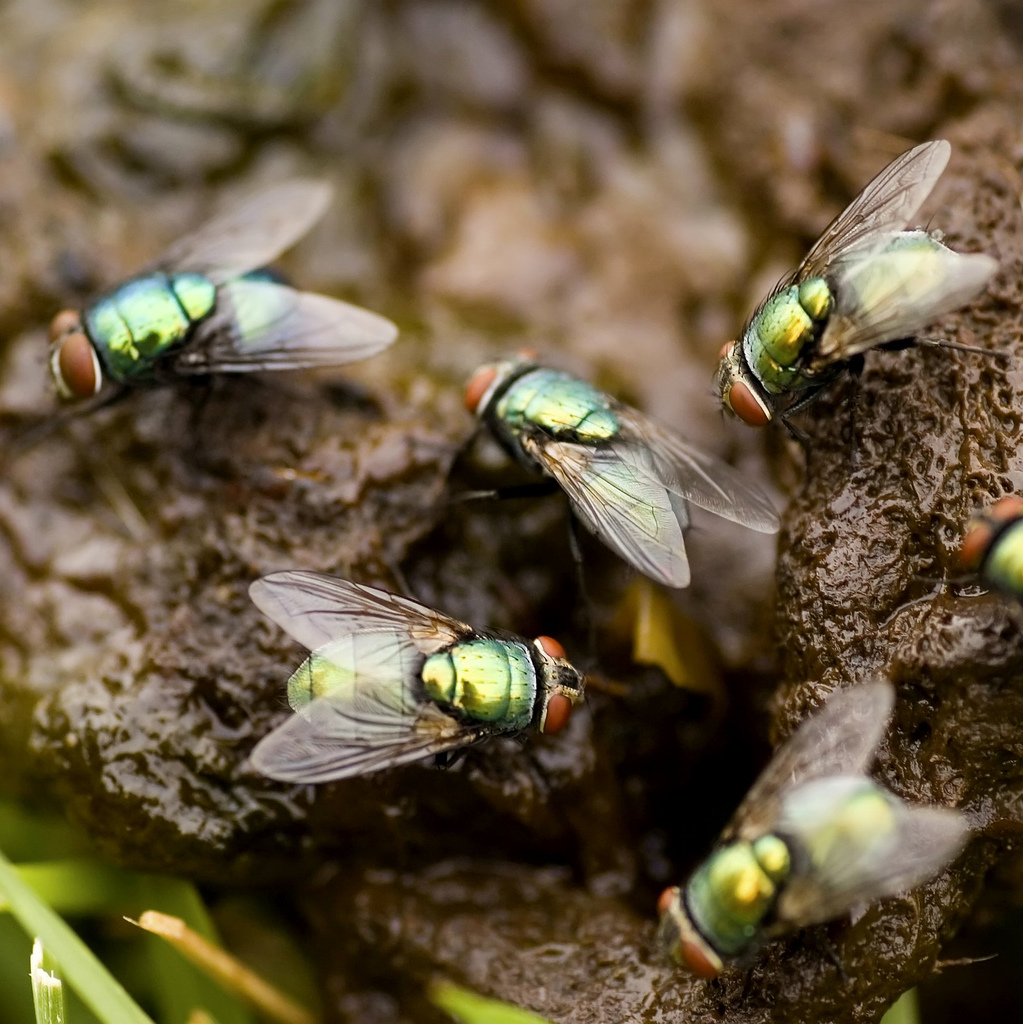
ハエと牛糞

排泄された牛糞が放置されると、糞虫などの昆虫が飛来する。日中に牛糞が発生した場合は当日よりも翌日以降の方が多くの虫が集まり、草地の例では1日後に飛来した昆虫の個体数は当日の夕方までの個体数に比べて3 - 6倍に増加したという報告がある。これは、多くの糞虫が夜行性であるためと考えられている。また、発生個所が森林の場合は翌日から4日後にかけて緩やかに飛来数が増加し、集糞性甲虫類のハネカクシやシデムシも多く集まる。牛糞の周囲の環境によって、好日性ないし嫌日性の昆虫の集まりやすさなどに影響がある。
糞虫が自由に活動できる条件下で1kgの牛糞を草地に放置した実験では、1週間後に4分の1の牛糞が消失した。残存したものも糞虫のいない場合に比べて約半分の341gまで重量が減少し、糞虫による利用は牛糞の残存量に有意な影響を及ぼす。一方で、乾燥が一定以上進んで表面が固くなった牛糞は糞虫に利用されなくなり、その後は主に風化作用によって分解されていく。乾燥の進行は日照時間などの環境によって大きく左右される。なお、放牧地に牛糞が存在するとウシは主に臭気を嫌ってその周辺の草を食べなくなる。
また、牛糞を大量に地表に積み上げると、20cm以上の深さ範囲まで窒素濃度が上昇する。降雨などによって5年ほどで窒素濃度は元に戻るが、この間はイヌビエやシロザなど窒素耐性の高い植物が優先的に成長する。

## 農業利用

### 堆肥

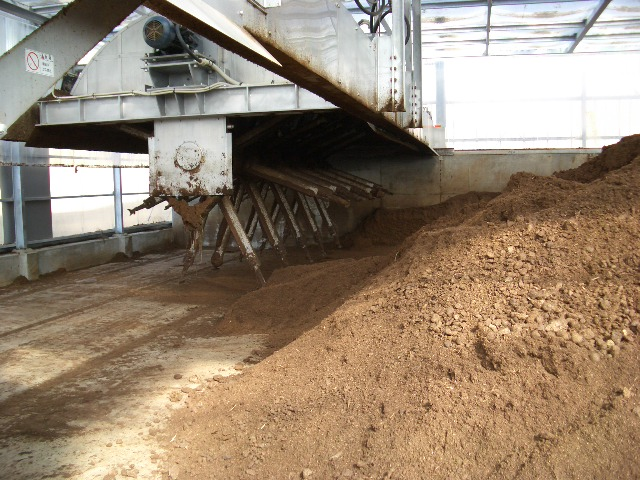
ロータリー式の堆肥製造装置

ウシの糞および尿に、麦ワラやオガクズ、ウッドチップなど植物性副資材を混ぜ、発酵させる事によって堆肥が得られる。この際、十分な量の副資材を混ぜて水分の割合を60 - 70%程度まで下げるともに、積み上げた混合物の山を定期的に混ぜ返す事が重要になる。水分が過剰であったり混ぜ返しを行わないと、好気性微生物に十分な酸素が供給されず分解が進まない。このため堆肥化が阻害され悪臭も増加し、特に北海道の酪農地帯では乳牛の糞尿を十分に水分調整せずに堆肥化が不十分な例が見られる。
発酵が順調に進行すると、酸素供給が順調な条件下では1日も経たずに内部の温度が70°Cまで上昇し、混ぜ返すと湯気が立ち上る。発酵および熟成を十分に進めると黒色の堆肥が得られ、土壌に加える事で透水性や保水性、通気性、保肥力を改善する土壌改良の効果がある。家畜糞から得られる堆肥としては、鶏糞や豚糞由来のものと比べてリン酸や窒素などの肥料成分が少ない。なお牛糞堆肥の中でも、水分が50%以上のものは養分が偏りは小さいものの全体的に少なく、50%以下のものはカリウムが他の家畜糞堆肥と同程度に高いという特徴がそれぞれある。
牛糞堆肥は、施肥されて分解が進むと様々な有機酸を形成する。このため堆肥とともにリン酸を施肥すると、有機酸のキレート効果によって土壌コロイドへのリン酸固定が軽減されるため、植物への吸収量が高まる。また、塩基交換容量の非常に高い腐植となって土壌を改良する効果が期待でき、カリウムやカルシウム、マグネシウムなどの植物への吸収量を高める。

### マルチ資材
タイのイーサーンでは、農業用のマルチ資材として牛糞が最もよく用いられる。同地ではブラーマン種や在来種が粗飼料のみを食べて放牧されているため、牛糞は風乾した状態で簡単にパウダー状になる。果菜類の栽培に使う場合は、株の周囲に直径20cmほどの窪みを形成し、約400mlの牛糞をきっちりと敷き詰める。これによって肥効が得られるとともに土壌の保水性が向上する、と現地の農家は考えている。
スイカやキュウリなどウリ科の作物には牛糞マルチは行わないが、トウガラシやトマトなどのナス科およびマメ科の作物には牛糞マルチを施す。これは、牛糞から溶出する成分がウリ科の植物に根腐れを起こす事などが経験的に知られているためである。牛糞の肥料効果については、このような短期間に水に溶出する成分と、長期間にわたって分解される成分の2種類があると考えられる。前者は主にカリウムであり、窒素やリンは少量のため影響はほとんどない。また、厚さ1cmの牛糞マルチは水の蒸発速度を5分の1に抑制する効果があり、本来は毎日行う灌水が5日に1回で済むようになる。蒸発速度は牛糞層の厚みの平方根に反比例し、4cmでは灌水が10日に1回で足りるようになる。

## 燃料

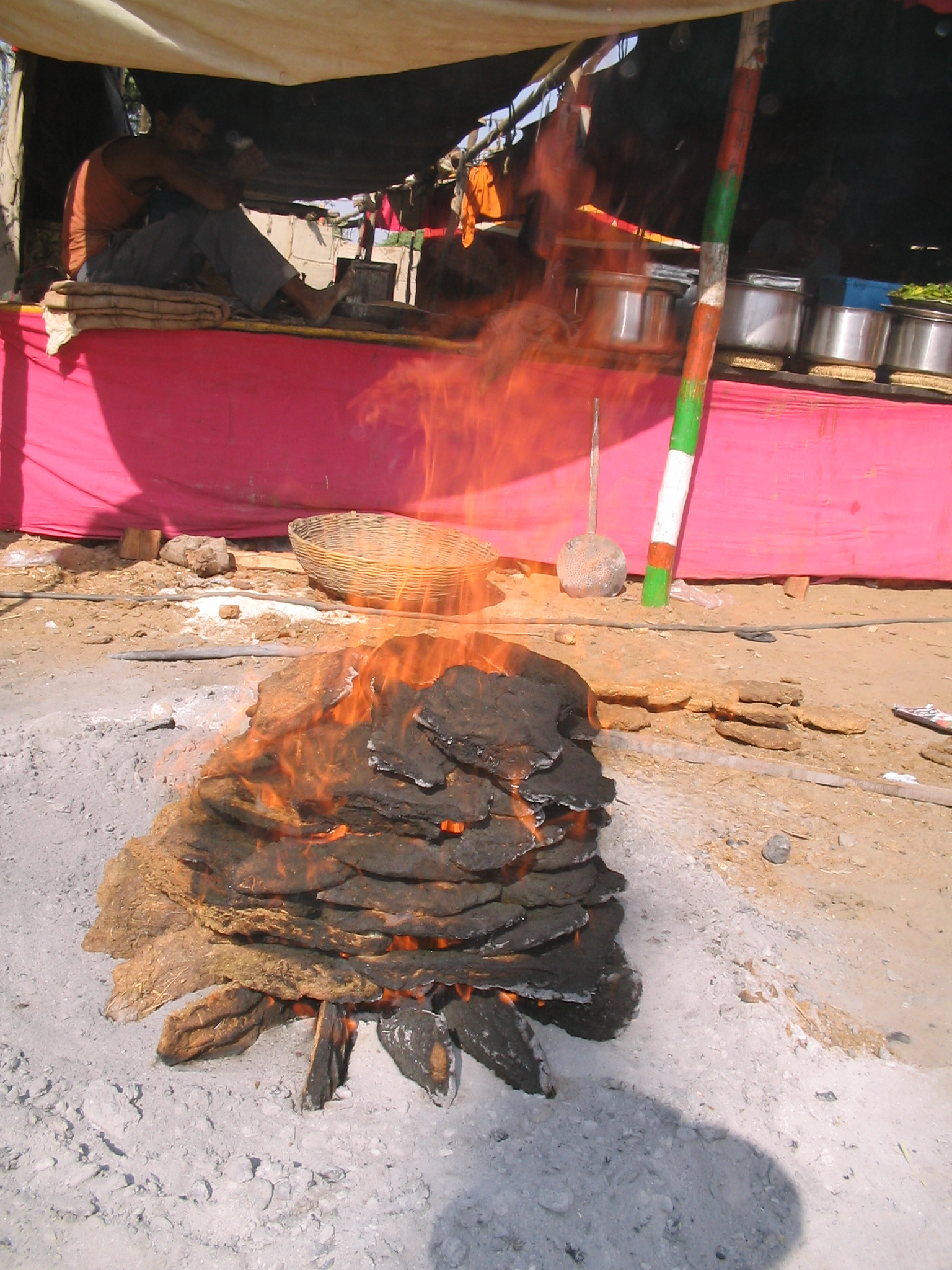
インドプシュカルで乾燥した牛糞を燃やす

### 南アジア
インドなど南アジアでは、コブウシやスイギュウの糞を円盤状にして天日乾燥させ、自家用の燃料などにする風習が広範囲で見られる。これは牛糞ケーキと呼ばれ、直径5 - 30cmで厚さ2.5 - 9cmのものが作られ、円柱や直方体の形に積み上げて保管される。牛糞ケーキは薪のように遠方の森林まで行かずに簡便に入手でき、環境への負担も少ない。ガス燃料や電気が十分に普及していない南アジアの農村部では、重要な燃料となっている。インドでは年間5億6,200万トンの牛糞が発生し、その37%にあたる2億800万トンが燃料として使用されている。1980年代の調査では、乾燥糞燃料は同国の民生用燃料の21%を占めている。
牛糞ケーキの作製は女性の仕事とされ円盤状に成形して乾燥させる。地域によってはコムギやトウモロコシの茎などの作物残渣や水と混合し、火力や燃焼時間を調整する。保管の際は数段積み上げて泥と糞の混合物で外壁を作り、場合によっては植物やビニールシートで覆い、雨季も燃料として使用できるように対策が講じられている。
牛糞ケーキの発熱量は12 - 13MJ/kgとされ、これは薪の発熱量の60 - 80%程度に相当する。かまどなどの環境や牛糞ケーキの状態によって燃焼特性は大きく異なり、燃焼時間は30分 - 9時間、ケーキ自身の温度は最高200 - 360°Cになる。また、鞴を備えた炉中で燃焼させると、炉内の温度は1,338°Cにも達する。なお、ベンガル・デルタなど土壌や地下水がヒ素で汚染されている地域では、ウシの体内で生物濃縮されたヒ素が牛糞ケーキの煙に含まれるなど、健康面の悪影響が指摘されている。

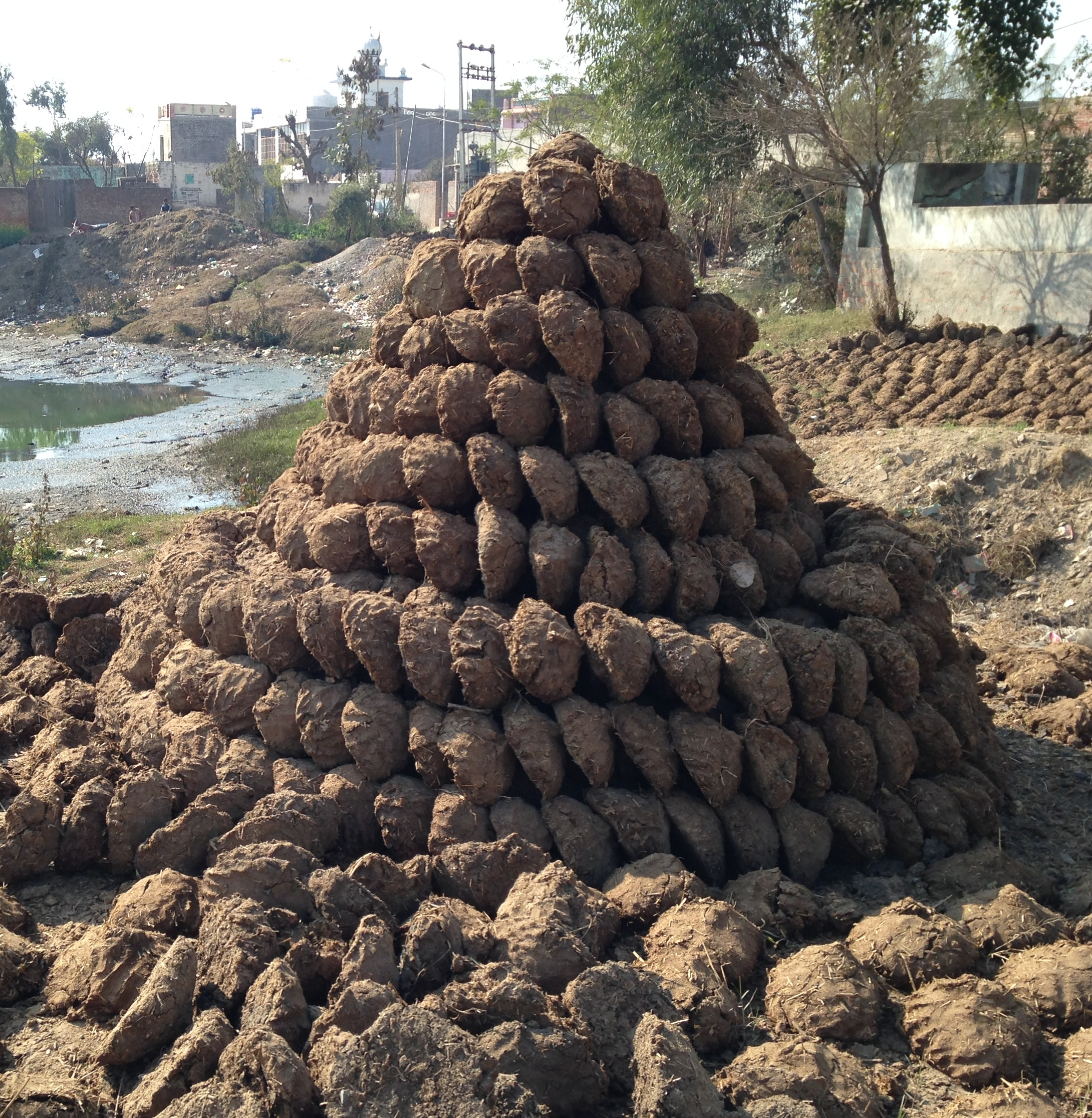
パンジャーブ州モーガー県（英語版）の牛糞ケーキの山
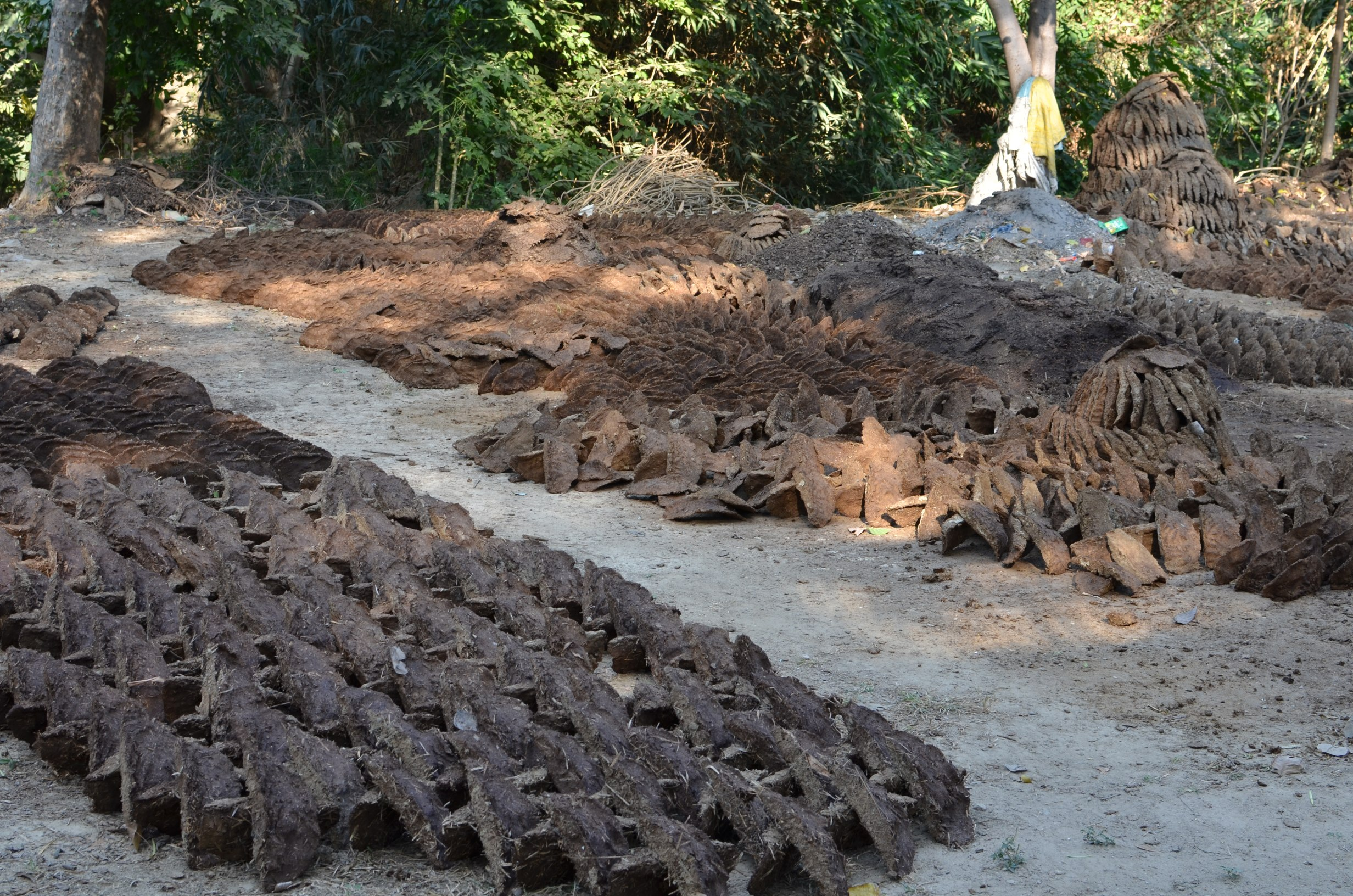
ウッタル・プラデーシュ州チュナールの牛糞ケーキ
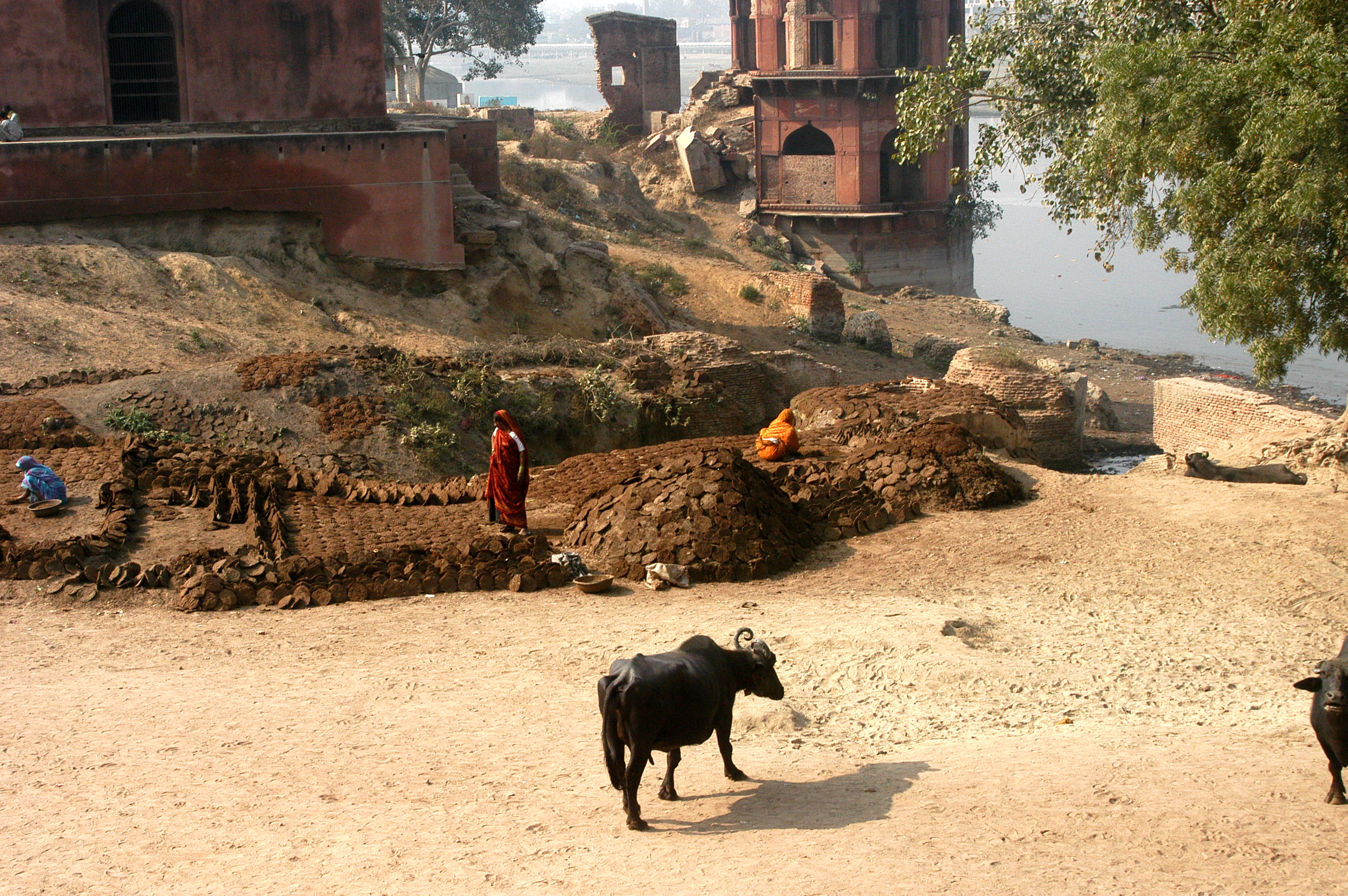
ウッタル・プラデーシュ州アーグラ郊外で、牛糞ケーキを作る人々
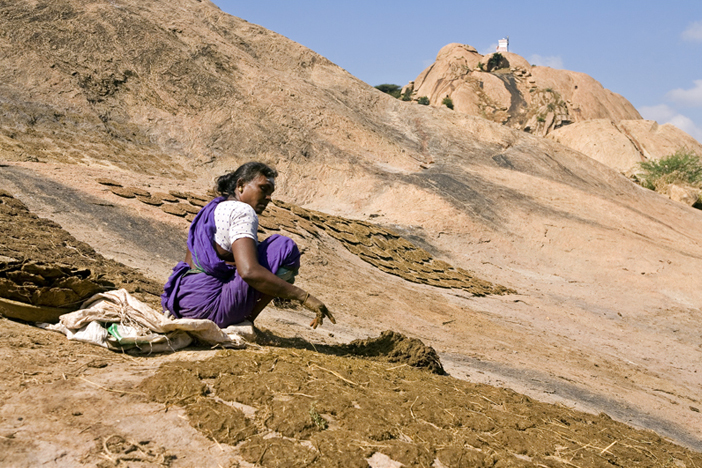
タミル・ナードゥ州ティルッパランクンダムで牛糞を乾燥させる女性

### モンゴル
モンゴルでは乾燥した牛糞をアルガル（aryal）と呼ぶが、さらに春夏秋冬ごとに異なる名称がある。
- ハラ・アルガル（黒い乾燥牛糞）：春の牛糞。主に前年の干し草を食べるため牛糞は非常に火力が強い上、崩れにくく持ち運びにも適している[30]。
- サリソン・アルガル（皮のように薄い乾燥牛糞）：初夏の牛糞。この時期は牛糞は希薄で、排泄後はフンコロガシに侵食されるため乾燥すると薄くなる[30]。雨季のため雨水にさらされ、火力は年間で最も弱い[30]。
- シラ・アルガル（黄色い乾燥牛糞）：秋の牛糞。草の種子やマメ科の植物残渣を食べるため、牛糞は油分を多く含んで黄色くなり、火力も強い[30]。
- フルドグス（凍結糞）：冬の牛糞。冬季は主に枯草を食べるため、春と同様に牛糞は黒い[30]。なお、草原が雪に覆われている時は飼料としてトウモロコシなども与えられるため、糞にこれらの種子が含まれるとカササギやスズメの餌となる[30]。

このほか、以下のような呼称もある
- フヘ・アルガル（青い乾燥牛糞）：1年以上経ってよく乾燥した青黒い牛糞[30]。
- ウムグ・アルガル：フルドグスが解凍してから乾燥した牛糞。柔らかく着火しやすいが、もろく崩れやすい[30]。

### バイオガス

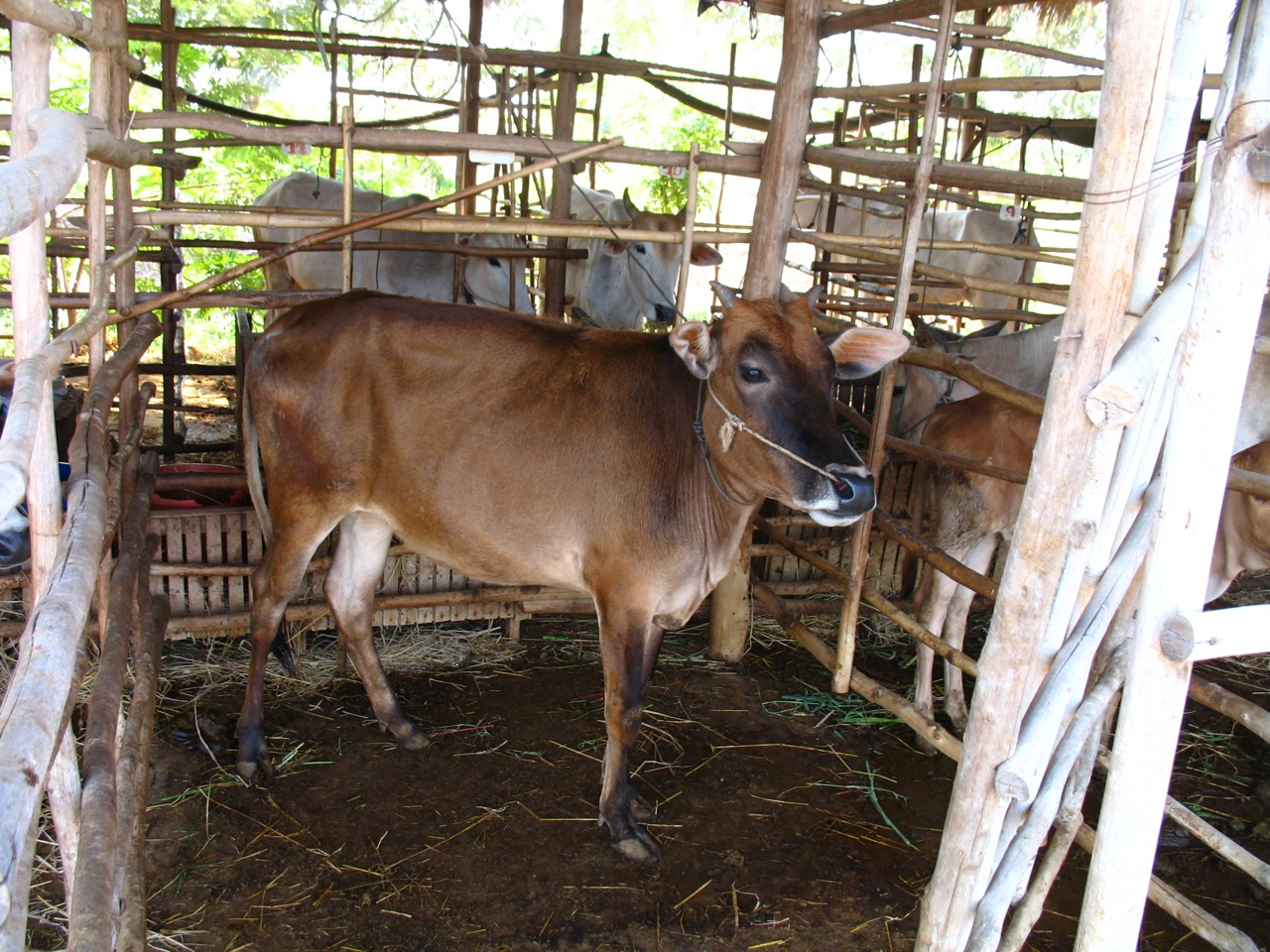
バイオガス製造に糞を利用されるウシ

ウシの糞尿を嫌気的条件に置いて発酵させ、メタンガスを発生させた上で残った糞尿を液肥として利用する方法が提案されている。発酵の初期では、通性ないし偏性嫌気性細菌が生産した加水分解酵素によって、糞尿に含まれるタンパク質やリグニン、炭水化物などが加水分解されて低分子となる。この低分子は酪酸やプロピオン酸、酢酸、ギ酸などの低級脂肪酸まで分解され、同時にアミノ酸も分解されて硫化水素やアンモニアが生成される。最終的には、偏性嫌気性細菌が酪酸やギ酸を消費してメタンを生成するため、糞尿液の悪臭が軽減される。また、特に高温で発酵を進める事で、病原性細菌も減少する事が報告されている。

## 宗教における牛糞

### インド

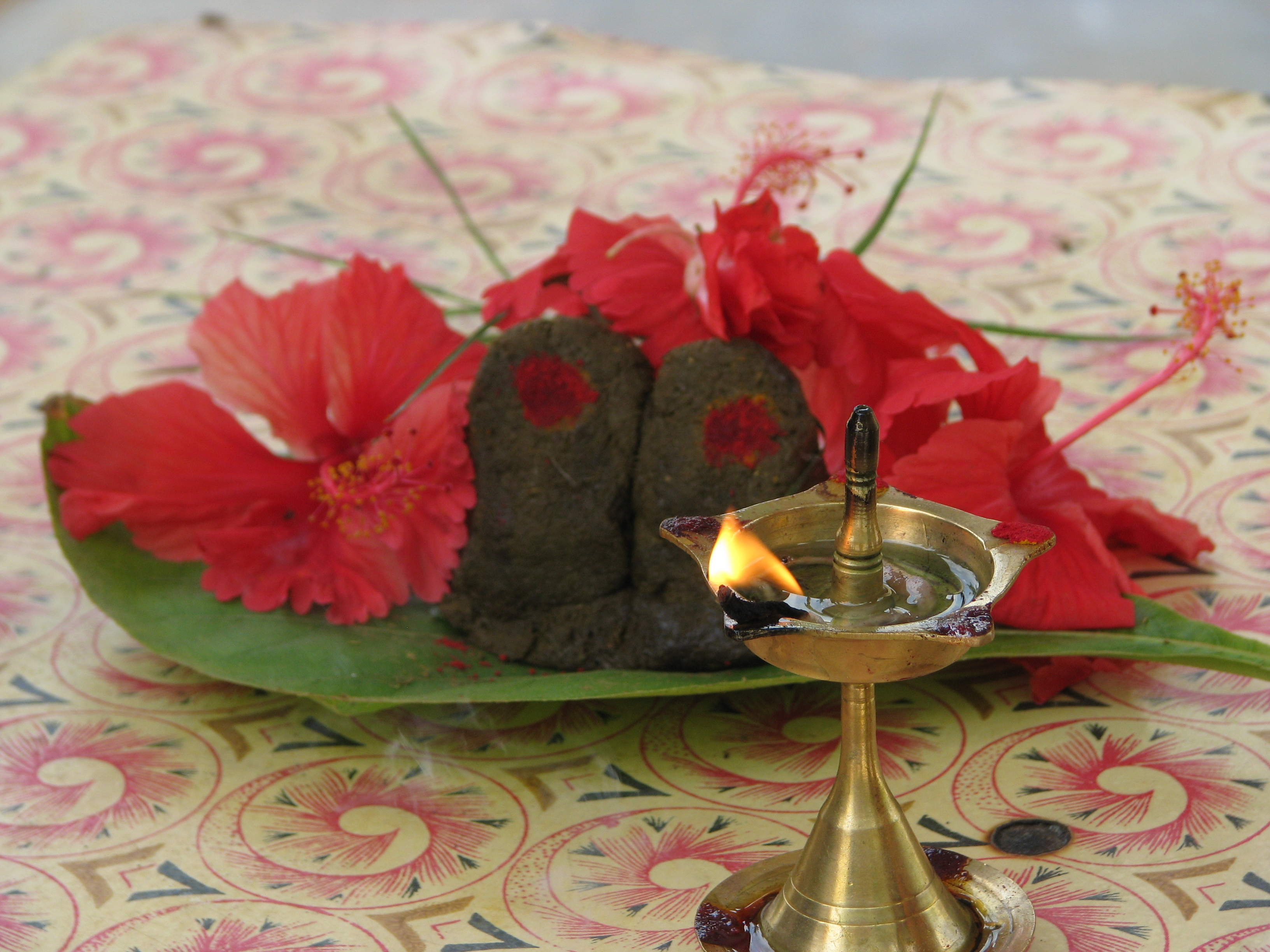
シヴァに捧げられる牛糞。インドでは祭において牛糞で神や山、人などの像を作る。

インドで盛んなヒンドゥー教においてコブウシは神聖視され、その牛糞は祭り火などに用いられる。スイギュウの糞は燃料などの実利的な用途に使用されるが、儀礼には使用されない。また、牛糞はヒンドゥー教の普及以前から信仰の場面に用いられ、紀元前30 - 前20世紀頃に集積した牛糞を儀礼的に燃やした跡であるアッシュマウンドは、インド南部に見られる。紀元前6 - 5世紀に書かれたシャタパタ・ブラーフマナには、「祭祀のための火壇に浄化のために牛糞が塗布された」という記述がある。
さらに、律法経である『パウダーヤナ・ダルマ・スートラ』においては、牛の乳や酸乳、糞、尿などが聖なる存在であり浄化作用を持つ、と初めて明確に記述されている。また『マヌ法典』には、家と地面の浄化には牛糞を塗布すべしという記載がある。このような考えをもとに、アーユルヴェーダの観点から現代でも洗顔料や歯磨剤、石鹸などの原料に牛糞を用いている。また、食器の洗浄にも牛糞を使う事がある。牛糞を焼いた灰はヴィブーティと呼ばれ、額や全身に塗布するほか、魔除けの護符ともされる。また牛糞ケーキの山には、邪視信仰に基づいて棒に差したサンダルが飾られる事も多い。
儀式においては、3 - 5歳の剃髪式で切った頭髪は黒魔術に利用されないよう牛糞で包み、牛小屋に埋めるか川に流す。また、女性は初潮や出産の後に水に溶かした牛糞を体や衣服、毛布などに塗り、衣服などはそのまま埋めて破棄する。ベンガル地方では、宗教的ないし社会的な罪をおかした場合に、乾燥した牛糞を食べて穢れを払う事がある。

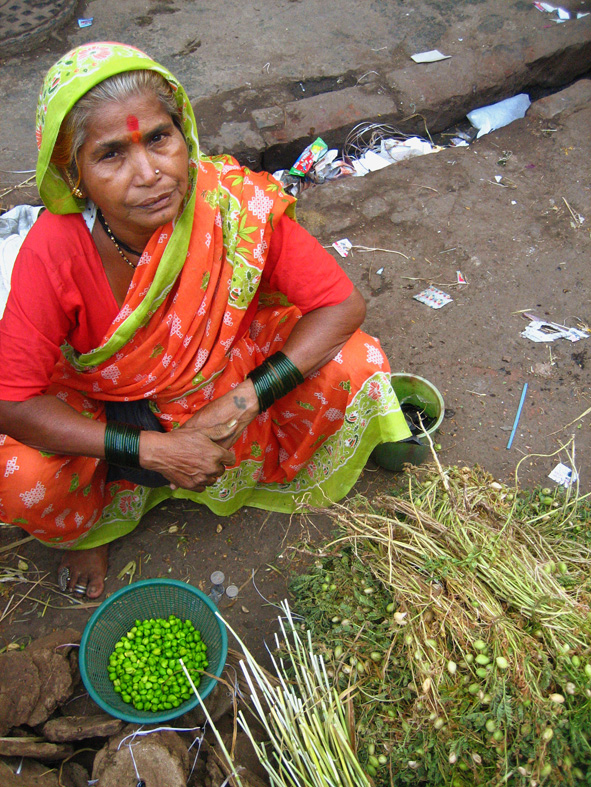
ホーリー祭期間に牛糞ケーキなどを路上で販売する女性

牛糞で神像などを作って供える祭祀としては、以下のようなものがある。また、ポンガルにおいては牛糞の祭り火で不要なものを焼いて大掃除を行う。ホーリー祭では牛糞ケーキを積み上げ、中に入れたホリカの像を焼いてその灰を体に塗るほか、電線に小型の牛糞ケーキを巻き付けて燃やす。
- ディーワーリー内のバリ・プラティパダー（英語版）：10 - 11月、カルナータカ州やタミル・ナードゥ州を中心とする
- ディーワーリー内のゴーヴァルダン・プージャー（英語版）：10 - 11月、インド北部を中心とする
- ポンガル：1 - 2月、特にタミル・ナードゥ州など
- ホーリー祭：2 - 3月、インド全土

タミル・ナードゥ州イーロードゥ県にはゴーレ・ハッバと呼ばれる祭があり、ディーワーリーの5日目に村人同士で牛糞を投げ合う。アーンドラ・プラデーシュ州クルヌール県では、ウガディの一環として春分の到来を祝うピタガラ・サマラムにおいて、同じく村人が牛糞を投げあう。ウッタル・プラデーシュ州ファッルカーバード県では、雨季に降雨がない時に女性らがインドラに祈ったのち、互いに牛糞を投げ合って雨乞いをする風習がある。

### その他
ケニアのキプシギス族の社会においては、ウシは儀礼的価値の中心に位置する。家屋の戸口のすぐ東側に設けられる祭壇の基部には牛糞が置かれ、牛糞 - 天 - 唯一神アシス - 雲 - 雨 - 草 - 牛 - 牛糞 という回路を介して、世界の「上」と「下」がコミュニケートされる、と考えられている。

## 建材利用

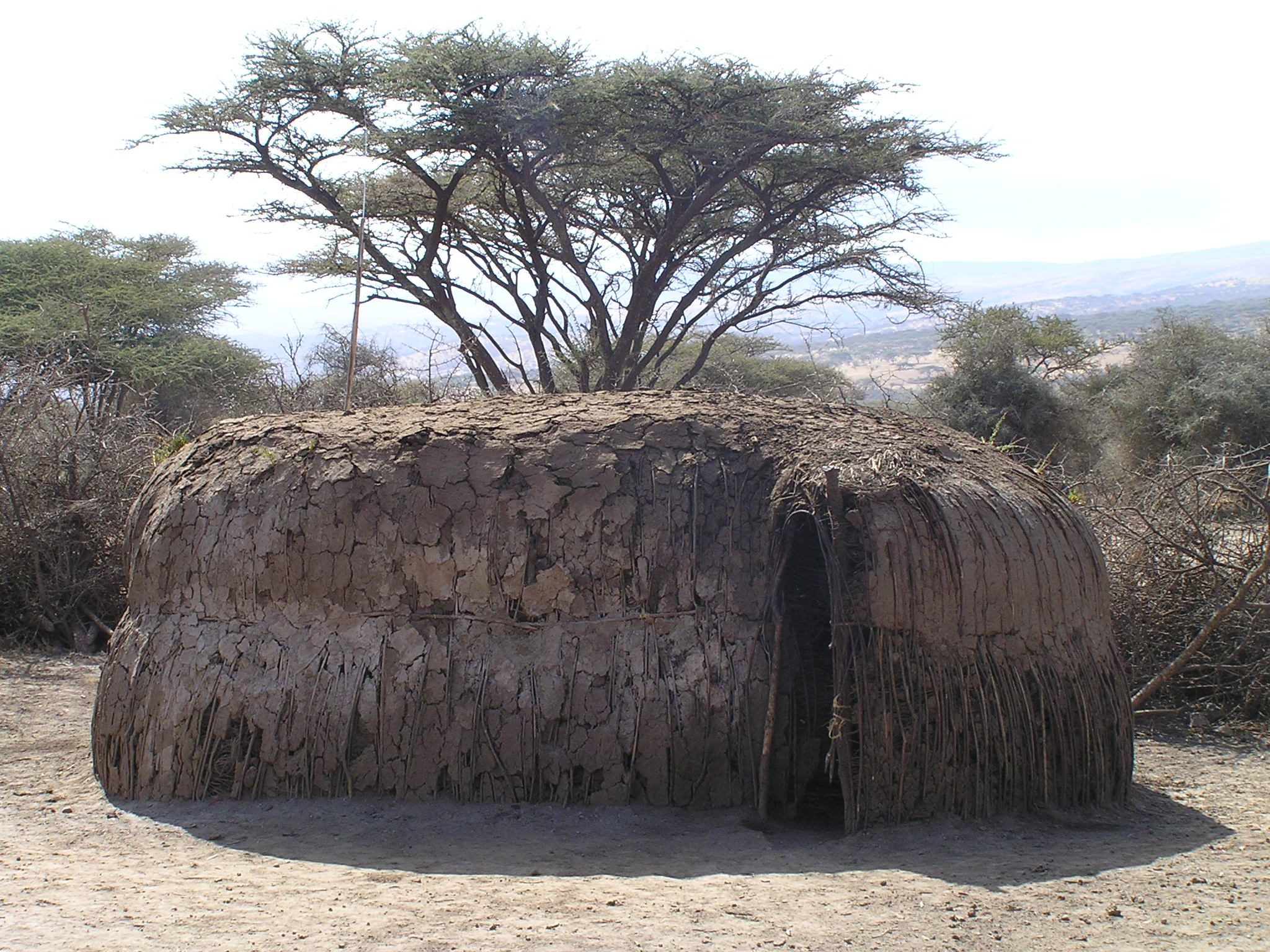
伝統的なマサイ族の住居

半乾燥地であるインド北西部では、村落部の多くで家屋の壁や床を土で構築し、一部では土間の強化のためウシの糞尿を加える。グジャラート州カッチ県では、赤土に対して1：1の比率でコブウシの糞を加え、少量の水を加えて練り合わせる。これを土間に均一に塗った上からコブウシの尿をかけ、半日ほどかけて乾燥させると完成となる。牛糞に含まれる腸内細菌や未消化の食物繊維によって、埃の立たない丈夫な床になると考えられている。糞尿を混ぜない場合は1ヶ月で土間が崩れるが、混ぜた場合は1年ほど維持できるという。
同地ではかまども同様に赤土と牛糞を原料とし、これに水と灰を加える。かまどは火を入れて使うため焼結し、数年間は使用できる。これらの作業には女性のみが従事する。
この他、モンゴルでは排泄されたばかりの柔らかい牛糞を、ヤナギの枝で組んだ柵や壁に塗布する。また、家畜小屋の穴を塞ぐのにも使い、寒気から家畜を保護する。エルサルバドルでは、粘性を増すために粘土に牛糞を加えてスペイン瓦を生産している。牛糞はふるいにかけて細かくし、粘土に対して約8：2の比率で加えて土練りを行う。
また、東アフリカの牧畜民であるマサイ族の伝統的な家屋にも、土と牛糞が資材として用いられている。

## 環境への負荷と法的規制

### 日本
酪農場においては糞尿を土壌に加えることにより、土 - 飼料 - 乳牛という窒素などの養分のサイクルが成立しているが、飼養規模の拡大などにともない農場の面積に対して糞尿の量が増大してきた。農耕地に施与して環境に悪影響をおよぼさない窒素の上限量は年間250kg/ha程度と言われているが、1993年の日本における調査では、都道府県別の農耕地面積から算出した窒素負荷量が、宮崎県の606kg/haを筆頭に鹿児島県と徳島県、愛知県の計4県でこの上限値を超えていた。また、牛糞は鶏糞などと比べて堆肥化される割合が低く、広域的な流通も困難という問題点があった。
ウシの糞尿は、畜産農家が飼料作物向けに自家利用するケースが多いが、堆肥化せずに生で使用したり、前述のように耕地の窒素負荷量の上限を超えてしまう事もあった。なお、糞尿処理物を農耕地に施与する際の悪影響としては、悪臭が最も懸念されている。水質汚濁防止法によって、閉鎖性海域および指定湖沼の集水域にあり牛舎房の総面積が200m²以上の事業所に対しては、排水に含まれる無機態窒素は120mg/L、リンは16mg/L以内にそれぞれ収めるよう規制がなされている。糞尿の農地使用については規制がない状態が続いていたが、1999年に家畜排せつ物の管理の適正化及び利用の促進に関する法律（家畜排泄物法）が施行され、対象となる一定規模以上（ウシの場合は、飼育頭数10頭以上）の農家の99.98%で、2012年までにコンクリートなど不浸透性材料で床を築造した家畜糞用の管理施設などが整備された。

### アメリカ合衆国
アメリカ合衆国においては、2003年から高密度家畜飼養経営体（CAFO）を対象に、家畜糞尿による環境への負荷を軽減する事が義務付けられている。これ以前は畜産経営体はクリーンウォーター法の適用外だったが、CAFOには表流水の汚染を避ける対策が義務付けられた。
同国ではラグーンに家畜糞尿を貯めてから、飼料生産農地に散布される事が多い。この際、以下のような義務が生じる。
- 大雨でもラグーンから糞尿が漏出しないように対策する
- 表流水から30m以内に糞尿を散布しない
- 化学肥料および糞尿から作物要求量を超える養分を農地に施用しないよう、管理計画を作成して記録する
- 作物要求量を超える糞尿は、他人に譲渡したり農地還元以外の方法で処理ないし利用する

アメリカでは、搾乳牛1頭の標準的な糞尿生産量を年間約25トン、うち窒素150kg、リン25 kg、カリウム16kgと規定している。酪農経営体が栽培するケースが多いトウモロコシの窒素吸収量は年間140kg/haほどであり、搾乳牛1頭に対して約1haのトウモロコシ農地が必要となる。同国の牛乳生産は西部で拡大しており、カリフォルニア州やアイダホ州、ニューメキシコ州といった主要生産地域に加え、ワシントン州やアリゾナ州、テキサス州でも牛乳生産量は多い。一方で、西部には作物を自家生産しない酪農経営体も多いため、過剰な糞尿の排出先が必要となっている。なお、リンの施用量を基準内に収められるだけの農地を所有するCAFOは全国的にも少なく、特に牛の飼育頭数が1,000頭を超えるCAFOでは、2000年の時点で1.8%の事業者しか十分な農地を升有していない。

### ヨーロッパ
EU諸国では、窒素施与量や水系からの距離について、下表のような法規制を定めている。一般的に自家用農地が十分に広いため、液状処理を行って自家用農地に施用することが基本となっている。
|                                 | イギリス   | イギリス   | オランダ        | デンマーク   | ドイツ           | フランス         |
| 草地                            | 畑地       |            | オランダ        | デンマーク   | ドイツ           | フランス         |
| 糞尿由来の窒素施与上限量(kg/ha) | 250        | 10         | 170             | 140          | 170              | 170              |
| 糞尿の施与禁止期間              | 9月 - 10月 | 8月 - 10月 | 最長：9月 - 1月 | 収穫後 - 1月 | 11月 - 1月       | 7月 - 1月        |
| 施与地から水系までの必要距離(m) | 10         | 10         | 5               | 15           | （表面流去防止） | （表面流去防止） |